# Eadwulf (évêque de Crediton)
Pour les articles homonymes, voir Eadwulf.
Eadwulf est un prélat anglais du début du Xe siècle. Il est le premier évêque de Crediton, dans le Devon, à l'époque des rois Édouard l'Ancien et Æthelstan.

## Biographie
Vers 909 ou 910, les diocèses de l'ancien royaume du Wessex dont réorganisés avec la création de nouveaux sièges épiscopaux correspondant aux comtés de la région. Celui du Devon est établi à Crediton et Eadwulf en devient le premier titulaire.
Une tradition mentionne Eadwulf comme l'un des sept évêques qui auraient été sacrés le même jour par l'archevêque de Cantorbéry Plegmund, mais le texte qui le rapporte souffre de contradictions chronologiques insolubles qui remettent en question sa fiabilité. Il est néanmoins possible qu'il conserve une trace déformée d'événements ayant réellement eu lieu.
Le successeur d'Eadwulf, Æthelgar, apparaît dans les sources à partir de 934, ce qui implique qu'il a démissionné ou qu'il est mort vers cette date.